# Суђење Бертолду Брехту
„Суђење Бертолду Брехту” је југословенски ТВ филм из 1973. године. Режирао га је Борислав Глигоровић а сценарио је написао Иван Ивањи.

## Улоге
| Глумац                 | Улога                                 |
| ---------------------- | ------------------------------------- |
| Неда Спасојевић        |                                       |
| Бранислав Цига Јеринић | Бертолд Брехт (као Бранислав Јеринић) |
| Павле Минчић           |                                       |
| Милош Жутић            |                                       |
| Иван Ивањи             |                                       |
| Велимир Животић        |                                       |